# Gron (Cher)
Gron és un municipi francès, situat al departament de Cher i a la regió de Centre – Vall del Loira. L'any 2007 tenia 448 habitants.

## Demografia

### Població
El 2007 la població de fet de Gron era de 448 persones. Hi havia 179 famílies, de les quals 53 eren unipersonals (33 homes vivint sols i 20 dones vivint soles), 33 parelles sense fills, 73 parelles amb fills i 20 famílies monoparentals amb fills.
La població ha evolucionat segons el següent gràfic:
Habitants censats

### Habitatges
El 2007 hi havia 247 habitatges, 176 eren l'habitatge principal de la família, 49 eren segones residències i 23 estaven desocupats. 245 eren cases i 1 era un apartament. Dels 176 habitatges principals, 150 estaven ocupats pels seus propietaris, 18 estaven llogats i ocupats pels llogaters i 7 estaven cedits a títol gratuït; 2 tenien una cambra, 16 en tenien dues, 37 en tenien tres, 46 en tenien quatre i 75 en tenien cinc o més. 107 habitatges disposaven pel capbaix d'una plaça de pàrquing. A 74 habitatges hi havia un automòbil i a 81 n'hi havia dos o més.

### Piràmide de població
La piràmide de població per edats i sexe el 2009 era:
| Homes | Edats   | Dones |
| ----- | ------- | ----- |
| 0     | 95 o +  | 0     |
| 0     | 90 a 94 | 0     |
| 0     | 85 a 89 | 4     |
| 4     | 80 a 84 | 12    |
| 4     | 75 a 79 | 12    |
| 4     | 70 a 74 | 8     |
| 20    | 65 a 69 | 8     |
| 16    | 60 a 64 | 12    |
| 16    | 55 a 59 | 4     |
| 16    | 50 a 54 | 24    |
| 0     | 45 a 49 | 4     |
| 16    | 40 a 44 | 8     |
| 16    | 35 a 39 | 20    |
| 28    | 30 a 34 | 20    |
| 16    | 25 a 29 | 8     |
| 0     | 20 a 24 | 4     |
| 4     | 15 a 19 | 20    |
| 16    | 10 a 14 | 20    |
| 12    | 5 a 9   | 20    |
| 20    | 0 a 4   | 12    |

## Economia
El 2007 la població en edat de treballar era de 264 persones, 185 eren actives i 79 eren inactives. De les 185 persones actives 170 estaven ocupades (86 homes i 84 dones) i 14 estaven aturades (5 homes i 9 dones). De les 79 persones inactives 23 estaven jubilades, 26 estaven estudiant i 30 estaven classificades com a «altres inactius».

### Ingressos
El 2009 a Gron hi havia 182 unitats fiscals que integraven 458,5 persones, la mediana anual d'ingressos fiscals per persona era de 17.228 €.

### Activitats econòmiques
Dels 13 establiments que hi havia el 2007, 2 eren d'empreses de fabricació d'altres productes industrials, 6 d'empreses de construcció, 1 d'una empresa de transport, 1 d'una empresa d'hostatgeria i restauració, 1 d'una empresa financera i 2 d'empreses classificades com a «altres activitats de serveis».
Dels 6 establiments de servei als particulars que hi havia el 2009, 1 era un paleta, 2 guixaires pintors, 1 lampisteria, 1 electricista i 1 restaurant.
L'any 2000 a Gron hi havia 21 explotacions agrícoles que ocupaven un total de 2.460 hectàrees.

## Equipaments sanitaris i escolars
El 2009 hi havia una escola elemental.

## Poblacions més properes
El següent diagrama mostra les poblacions més properes.